# Сипактли

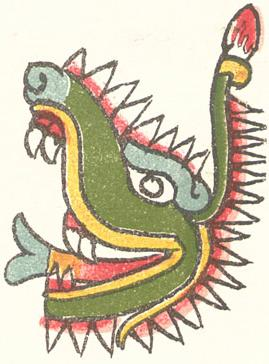
Сипактли

Сипактли (исп. Cipactli, другое название — Сивангор) — в ацтекской мифологии морское чудовище, имевшее облик одновременно рыбы и крокодила; творение Ометекутли и Омесиуатль. Подобно Тлальтекутли, Сипактли описывается, как покрытая голодными ртами; изображалась несущей на каждом суставе морду ящерицы или лягушки. Из её тела Кецалькоатль и Тескатлипока сотворили мир, причём Тескатлипока использовал свою ступню как приманку на неё. Сипактли была разделена богами на несколько частей; её голова превратилась в тринадцать небес, туловище в землю, а из хвоста получилось девять преисподних Миктлана.
Другое олицетворение земли, Тлальтекутли, в некоторых мифах названо мужем Сипактли.

## Первоисточники
- Пресвитер Хуан; Антонио Перес; фрай Педро де лос Риос (глоссы). Мексиканская рукопись 385 «Кодекс Теллериано-Ременсис» (с дополнениями из Кодекса Риос) / Ред. и пер. С. А. Куприенко, В. Н. Талах. — Киев: Видавець Купрієнко С.А., 2013. — 317 с. — ISBN 978-617-7085-06-4.
- Сказания о Солнцах. Мифы и исторические легенды науа / Ред. и пер. С. А. Куприенко, В. Н. Талах.. — Киев: Видавець Купрієнко С.А., 2014. — 377 с. — ISBN 978-617-7085-11-8.